# Thizy (Ródano)
Thizy foi uma comuna francesa na região administrativa de Auvérnia-Ródano-Alpes, no departamento de Ródano. Estendia-se por uma área de 1,94 km². Em 2010 a comuna tinha 6 153 habitantes (densidade: 3 171,6 hab./km²).
Em 1 de janeiro de 2013, passou a formar parte da nova comuna de Thizy-les-Bourgs.